# Johan Axel Cedercreutz
Johan Axel Cedercreutz, född 28 januari 1801 i Dingtuna socken, Västmanlands län, död 7 december 1863 i Helsingfors, var en svenskfödd friherre, generalmajor och guvernör.
Han föddes i Dingtuna i Västmanland men flyttade som barn till Kjuloholm i Finland. Cedercreutz gick i krigstjänst i den kejserliga ryska armén från 1819 till 1858 i Åbo, Warszawa och Sankt Petersburg. I april 1858 blev han guvernör i Åbo och Björneborgs län.
År 1863 var Cedercreutz medlem av ridderskapet och adeln vid lantdagen. Han led av depression och i december  Cederecreutz begick självmord med en kniv i en publik bastu i stadsdelen Kronohagen i Helsingfors.